# Ecnomus kerema
Ecnomus kerema là một loài Trichoptera trong họ Ecnomidae. Chúng phân bố ở miền Australasia.